# 죽변면도서관
죽변면도서관은 경상북도 울진군 죽변면 죽변리 소재의 군립 도서관이다.

## 연혁
- 1994. 1 ∼ 1994. 9 : 원자력발전소주변지역지원금(죽변면발전협의회) 착공 및 준공
- 2006. 6 ∼ 2006. 12 : KOLASⅡ(공공도서관표준자료관리시스템) 구축
- 2008. 10 : 3층 증축
- 2009. 12 : 울진군공공도서관관리운영조례제정
- 2010. 01 : 죽변면발전협의회 위탁관리협약 체결
- 2010. 12 : 홈페이지 개설
- 2011. 02 ∼ 2011. 08 : KOLAS3(공공도서관표준자료관리시스템) 및 RFID 구축
- 2012. 03 : 2층 장난감도서관 개관

## 시설현황
- 3층: 일반자료실
- 2층: 일반열람실, 문화교실, 관장실, 장난감 도서관
- 1층: 어린이자료실, 정보화실, 휴게실, 사무실

## 이용 안내
이용시간
- 일반자료실: 09:00~18:00
- 어린이자료실: 09:00~18:00
- 일반열람실: 09:00~22:00

휴관일
- 매주 월요일
- 법정 공휴일
- 국가의 임시 공휴일
- 도서관 사정에 의해 도서관장이 지정한 날